# Bethany Ashton Wolf
Bethany Ashton Wolf (* 1975 in Lake Charles, Louisiana) ist eine US-amerikanische Drehbuchautorin, Filmregisseurin und Filmproduzentin.

## Leben
Bethany Ashton Wolf wuchs zusammen mit ihrem Bruder in Lake Charles auf. Sie besuchte dort die St. Louis Catholic High School und zog anschließend nach Los Angeles, um im Filmbusiness Karriere zu machen.
Ursprünglich wollte Wolf Schauspielerin werden, schwenkte dann allerdings um und schrieb als Co-Drehbuchautorin den umstrittenen Film Don’s Plum, der auf Grund von rechtlichen Einsprüchen der beiden Schauspieler Leonardo DiCaprio und Tobey Maguire in den Vereinigten Staaten und Europa nicht erscheinen durfte.
Anschließend drehte sie den Kurzfilm The Burgundy Room, der beim Louisiana Short Film Festival drei Preise, darunter den Hauptpreis gewann. Es folgte First and Last (1997) sowie der Kurzfil Wait. 2006 drehte sie Little Chenier. Nach zwei Kurzfilmen folgte 2018 die Literaturverfilmung Forever My Girl nach einem Roman von Heidi McLaughlin. Für diese schrieb sie auch das Drehbuch, wobei sie den Hauptdarsteller von einem Rock- in einen Countrysänger umschrieb.
Sie ist seit 2004 verheiratet mit dem Komiker Josh Wolf. Das Paar hat vier Kinder.

## Filmografie
Als Regisseurin und Drehbuchautorin
- 1997: Burgundy Room (Kurzfilm)
- 1997: First & Last
- 2004: Wait (Kurzfilm)
- 2006: Little Chenier
- 2013: Love Scenes (Kurzfilm)
- 2014: Midnight Juliet (Kurzfilm)
- 2018: Forever My Girl

Als Drehbuchautorin
- 2001: Don’s Plum